# NGC 540
NGC 540 is een lensvormig sterrenstelsel in het sterrenbeeld Walvis. Het hemelobject ligt 424 miljoen lichtjaar (130 × 106 parsec) van de Aarde verwijderd en werd in 1886 ontdekt door de Amerikaanse astronoom Francis Preserved Leavenworth.

## Synoniemen
- 2MASX J01270888-2002119
- ESO 542-12
- PGC 5410
- NPM1G -20.0055